# Max Eriksen
Max Eriksen (født 16. januar 1961) er en tidligere dansk atlet medlem af Odense Atletik/OGF.

## Danske mesterskaber
- Bronze 1986 Længdespring 6,96
- Sølv 1982 Længdespring 7,08
- Sølv 1981 Længdespring 7,34
- Guld 1980 Længdespring 7,26
- Guld 1980 Femkamp 3551 p
- Sølv 1980 Tikamp 7063 p (gl. pointtabel)
- Guld 1979 Længdespring 7,10

Danske juniormesterskaber -20 år
- Guld 1980 100 meter 11,3

## Dansk juniorrekord
- Femkamp 3551 19-07-1980

## Personlige rekorder
- 110 meter hæk: 15,28 1983
- 200 meter hæk: 26,06 1984
- Længdespring: 7,50 1980
- Højdespring: 2,00 1980
- Trespring: 13,78 1981
- Spydkast: 61,61 1980
- Femkamp: 3551p 1980
- Tikamp: 6901p (gl. tabel 7063p) (serie: 11,1-7,18-12,24-1,98-51,6/15,6-34,16-3,50-57,82-4,47.9) Østerbro Stadion 6-7 september 1980